# Аґано (Ніїґата)

37°45′26″ пн. ш. 139°13′10″ сх. д. / 37.75722° пн. ш. 139.21944° сх. д.
Аґа́но (яп. 阿賀野市, あがのし, МФА: [agano ɕi̥]) — місто в Японії, в префектурі Ніїґата.

## Короткі відомості
Розташоване в північно-східній частині префектури, на берегах річки Аґано. Виникло на основі сільських поселень раннього нового часу. Засноване 1 квітня 2004 року шляхом об'єднання населених пунктів повіту Кіта-Камбара — містечок Ясуда, Суйбара, сіл Кьоґасіо, Сасакамі. Основою економіки є сільське господарство, рисівництво, харчова промисловість. В місті розташовані гарячі джерела та рзеро Хьоко. Станом на 1 квітня 2009 площа міста становила 192,72 км². Станом на 1 червня 2011 населення міста становило 45 176 осіб.